# Petit-duc de Hoy
Megascops hoyi
Espèce
Synonymes
- Otus hoyi König et Straneck, 1989
(protonyme)

Statut de conservation UICN

 LC  : Préoccupation mineure
Statut CITES
Le Petit-duc de Hoy (Megascops hoyi) est une espèce d'oiseaux de la famille des Strigidae.

## Répartition
Cette espèce vit en Argentine et en Bolivie.